# Michael Baur
Michael Baur (Austria, 16 de abril de 1969) es un exfutbolista y entrenador austríaco que se desempeñaba como centrocampista. Actualmente es segundo entrenador en el FC Admira Wacker Mödling.
Michael Baur jugó 40 veces y marcó 5 goles para la selección de fútbol de Austria entre 1990 y 2002.

## Trayectoria

### Clubes como jugador
| Club               | País     | Año         |
| ------------------ | -------- | ----------- |
| FC Tirol Innsbruck | Austria  | 1989 - 1996 |
| Urawa Reds         | Japón    | 1997        |
| FC Tirol Innsbruck | Austria  | 1997 - 2002 |
| Hamburgo SV        | Alemania | 2002 - 2003 |
| ASKÖ Pasching      | Austria  | 2003 - 2007 |
| LASK Linz          | Austria  | 2007 - 2009 |

### Selección nacional
| Selección | País    | Año         |
| --------- | ------- | ----------- |
| Absoluta  | Austria | 1990 - 2002 |

### Clubes como entrenador
| Club                           | País    | Año         |
| ------------------------------ | ------- | ----------- |
| Austria Sub-21 (2º entrenador) | Austria | 2011        |
| USK Anif                       | Austria | 2012 - 2013 |
| SV Grödig                      | Austria | 2014 - 2015 |
| Schwarz-Weiß Bregenz           | Austria | 2017 - 2018 |
| FC Kitzbühel                   | Austria | 2019 - 2020 |
| AKA Tirol (Sub-16)             | Austria | 2020 - 2021 |
| Admira Wacker (2º entrenador)  | Austria | 2021 -      |

## Estadística de equipo nacional
| Selección de fútbol de Austria | Selección de fútbol de Austria | Selección de fútbol de Austria |
| Año                            | Part.                          | Goles                          |
| ------------------------------ | ------------------------------ | ------------------------------ |
| 1990                           | 2                              | 0                              |
| 1991                           | 7                              | 0                              |
| 1992                           | 7                              | 1                              |
| 1993                           | 6                              | 1                              |
| 1994                           | 1                              | 0                              |
| 1995                           | 0                              | 0                              |
| 1996                           | 0                              | 0                              |
| 1997                           | 0                              | 0                              |
| 1998                           | 0                              | 0                              |
| 1999                           | 0                              | 0                              |
| 2000                           | 2                              | 1                              |
| 2001                           | 8                              | 2                              |
| 2002                           | 7                              | 0                              |
| Total                          | 40                             | 5                              |